# 5026 Мартес
5026 Мартес (5026 Martes) — астероїд головного поясу, відкритий 22 серпня 1987 року.
Тіссеранів параметр щодо Юпітера — 3,497.